# Margarethe Siems
Margarethe Siems   (Breslau, 20 de desembre de 1879 - Dresden, 13 d'abril de 1952) va ser una soprano de coloratura operística alemanya i professora de veu. Un Kammersängerin de l'Operapera Estatal de Dresden, entre 1909 i 1912, Siems va crear papers principals en tres òperes de Richard Strauss: Chrysothemis a Elektra, el Marschallin a Der Rosenkavalier i Zerbinetta a Ariadne auf Naxos.

## Biografia
Margarethe Siems va néixer a Breslau (actual Wrocław). Després d'una formació primerenca en piano i violí, va estudiar cant al Conservatori de Dresden amb la soprano hongaresa Aglaja Orgeni, que havia estat alumna de Pauline Viardot i Mathilde Marchesi. Va debutar en òpera al "Neues deutsches Theatre" de Praga el 1902 com a Marguerite de Valois a Les Huguenots de Meyerbeer i es va convertir en membre de l'Òpera estatal de Dresden el 1908. A Dresden va cantar a les estrenes tant dElektra com de Chrysothemis (1909) i Der Rosenkavalier com a Marschallin (1911). Strauss la considerava el seu ideal per al darrer paper que també va cantar a l'estrena a Londres de Der Rosenkavalier (Covent Garden, 1913). La seva tercera estrena a Strauss va ser com Zerbinetta en la primera versió del seu Ariadne auf Naxos (Stuttgart, 1912).
Michael Scott va descriure l'estil de cant de Siems (com el dels seus contemporanis Hermine Bosetti i Marie Gutheil-Schoder) com a "instrumental" més que càlidament emotiu. No obstant això, tenia un ampli repertori que incloïa papers florals de soprano de coloratura, com ara "La reina de la nit" a La flauta màgica i Lucia a Lucia di Lammermoor; les heroïnes de la soprano dramàtica de Verdi, com el paper principal dAïda i Amelia a Un ballo in maschera; i fins i tot els papers wagnerians de Sieglinde a Die Walküre i Isolda a Tristan und Isolde. El seu abast vocal era tan ampli com el seu repertori, amb la capacitat de cantar tant Zerbinetta amb el seu alt F♯sostingut (en la versió original) com els papers baixos, normalment cantats per mezzo-sopranos com el paper principal a Carmen i Adalgisa a la Norma de Bellini.
Tot i que Siems va romandre membre de l'Òpera Estatal de Dresden fins al 1922, també va ser professora de cant al conservatori de Berlín del 1920 al 1926. Després va ensenyar a Dresden i Breslau fins al 1940. Un dels seus primers alumnes va ser el contralt alemany, Sigrid Onégin. Va fer la seva última representació escènica el 1925 com a Marschallin a Der Rosenkavalier a Breslau, però va continuar cantant en concerts, sovint amb el cantant i compositor alemany Georg Hartmann, company de residència de Bad Landeck, on va passar els anys de jubilació. Cap al final de la seva vida, Margarethe Siems va tornar a Dresden, on va morir el 1952 a l'edat de 72 anys.

## Enregistraments
Margarethe Siems - Königliche Sächsische Hofopernsängerin és una selecció remasteritzada dels primers enregistraments de Siems per a "G & T, Pathé, HMV" i "Parlophone", que representen papers en una àmplia gamma d'òperes, inclosos Aïda, Der Rosenkavalier, Les Huguenots, Lucia di Lammermoor, La traviata, Dinorah, Lakmé i Le nozze di Figaro. Segell: "Symposium SYM 1227".